# Tavaux-et-Pontséricourt
Tavaux-et-Pontséricourt is een gemeente in het Franse departement Aisne (regio Hauts-de-France) en telt 566 inwoners (2004). De plaats maakt deel uit van het arrondissement Laon.
Op 30 augustus 1944 doodden terugtrekkende SS-troepen hier een verzetsstrijder en twintig burgers. Deze moordpartij was een vergelding voor een aanval van het Frans verzet, waarbij een SS'er werd gewond en gevangen genomen. De volgende dag werd het dorp bevrijd door de Amerikanen.

## Geografie
De oppervlakte van Tavaux-et-Pontséricourt bedraagt 25,9 km², de bevolkingsdichtheid is 21,9 inwoners per km². De gemeente ligt dertig kilometer ten noordoosten van Laon.
De onderstaande kaart toont de ligging van Tavaux-et-Pontséricourt met de belangrijkste infrastructuur en aangrenzende gemeenten.

## Demografie
Onderstaande figuur toont het verloop van het inwonertal (bron: INSEE-tellingen).
Vanwege een beveiligingsprobleem met de MediaWiki Graph-software is het momenteel niet mogelijk deze grafiek weer te geven. Zodra de software is bijgewerkt zal de grafiek vanzelf weer zichtbaar worden.